# 羅城門の鬼

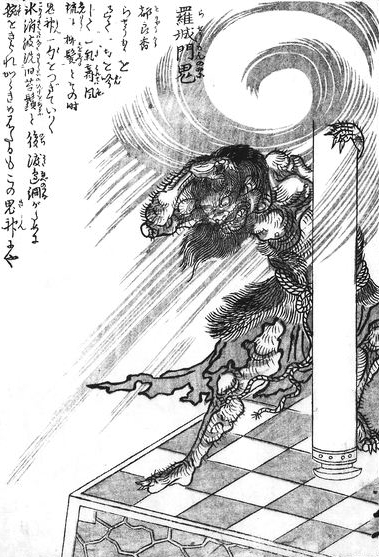
鳥山石燕『今昔百鬼拾遺』より「羅城門鬼」

羅生門の鬼（らしょうもんのおに、羅生門の鬼）は、平安京の正門・羅城門に巣食っていたといわれる鬼。室町時代の謡曲『羅生門』などに登場する。

## 概要
源頼光が酒呑童子を討伐した後、自分の屋敷で頼光四天王と平井保昌とともに宴を催していたところ、平井（または四天王の1人・卜部季武）が、羅城門に鬼がいると言い出した。四天王の1人・渡辺綱は、王地の総門に鬼が住む謂れはないと言い、確かめるために鎧兜と先祖伝来の太刀で武装して馬に乗り、従者も従えずに1人で羅城門へ向かった。
九条通に出て羅城門が正面に見えてきた頃、急に激しい風に見舞われ、馬が動かなくなった。綱が馬から降りて羅城門へ向かうと、背後から現れた鬼に兜をつかまれた。すかさず綱が太刀で斬りつけたが、逆に兜を奪われた。綱の太刀と鬼の鉄杖が激しくぶつかり合った末、綱はついに鬼の片腕を斬り落とした。鬼は「時節を待ちて、取り返すべし」と叫んで、空を覆う黒雲の彼方へ消えて行ったという。
『平家物語』剣の巻にある一条戻橋の鬼の話では、綱が鬼の腕を斬り落とす場面の舞台は一条戻橋であり、この後に鬼が綱の乳母に化けて腕を奪い去るとある。謡曲『羅生門』は『平家物語』で綱と鬼との戦いまでの話をもとに、舞台を一条戻橋から羅城門に変えて創作されたものとされ、その後の鬼の報復の話は謡曲では『羅生門』とは別作品の『茨木』になっている。このことから、別々の鬼である羅城門の鬼と茨木童子がしばしば同一視される。